# Edinson Vólquez
Edinson Volquez (né le 3 juillet 1983 à La Segunda en République dominicaine) est un lanceur droitier des Marlins de Miami de la Ligue majeure de baseball.
Il compte une sélection au match des étoiles (2008) alors qu'il évoluait pour les Reds de Cincinnati. Il est champion de la Série mondiale 2015 avec les Royals de Kansas City. Il lance un match sans point ni coup sûr pour Miami le 3 juin 2017.

## Biographie

### Rangers du Texas
Edinson Volquez signe son premier contrat professionnel avec les Rangers du Texas en 2001. Il se fait alors appeler Julio Reyes, changeant son nom comme plusieurs joueurs dominicains qui quittent leur pays pour jouer aux États-Unis. Il fait ses débuts en Ligue majeure en 2005 après quatre saisons en ligues mineures. Pour ses trois premières départs, il est crédité de trois défaites. Il finit le mois de septembre avec une défaite supplémentaire en relève et une moyenne de 14,21 points mérités.
Au début de la saison 2006, le magazine Baseball America le classe comme meilleur prospect de l'organisation des Rangers. Il commence la saison 2006 en ligue mineure avec les Oklahoma Redhawks où il accumule 130 retraits sur prises en 120 manches lancées et une moyenne de 3,21 points mérités en 21 départs. Il revient dans l'effectif des Rangers en août. Ses résultats sont en progrès par rapport à 2005, mais il présente un bilan d'une victoire pour 6 défaites et une moyenne de 7,29 points mérités en 8 départs.
En 2007, devant le manque de contrôle de leur lanceur, les Rangers l'envoient au niveau A avec les Bakersfield Blaze en California League pour travailler sa mécanique de lancer et son attitude générale. Il progresse parmi les équipes de ligues mineures, contraint de respecter des règles édictées par les Rangers lors de l'entraînement de pré-saison. Il revient en Ligue majeure en septembre et présente un bilan de 2 victoire pour une défaite en 6 départs.

### Reds de Cincinnati

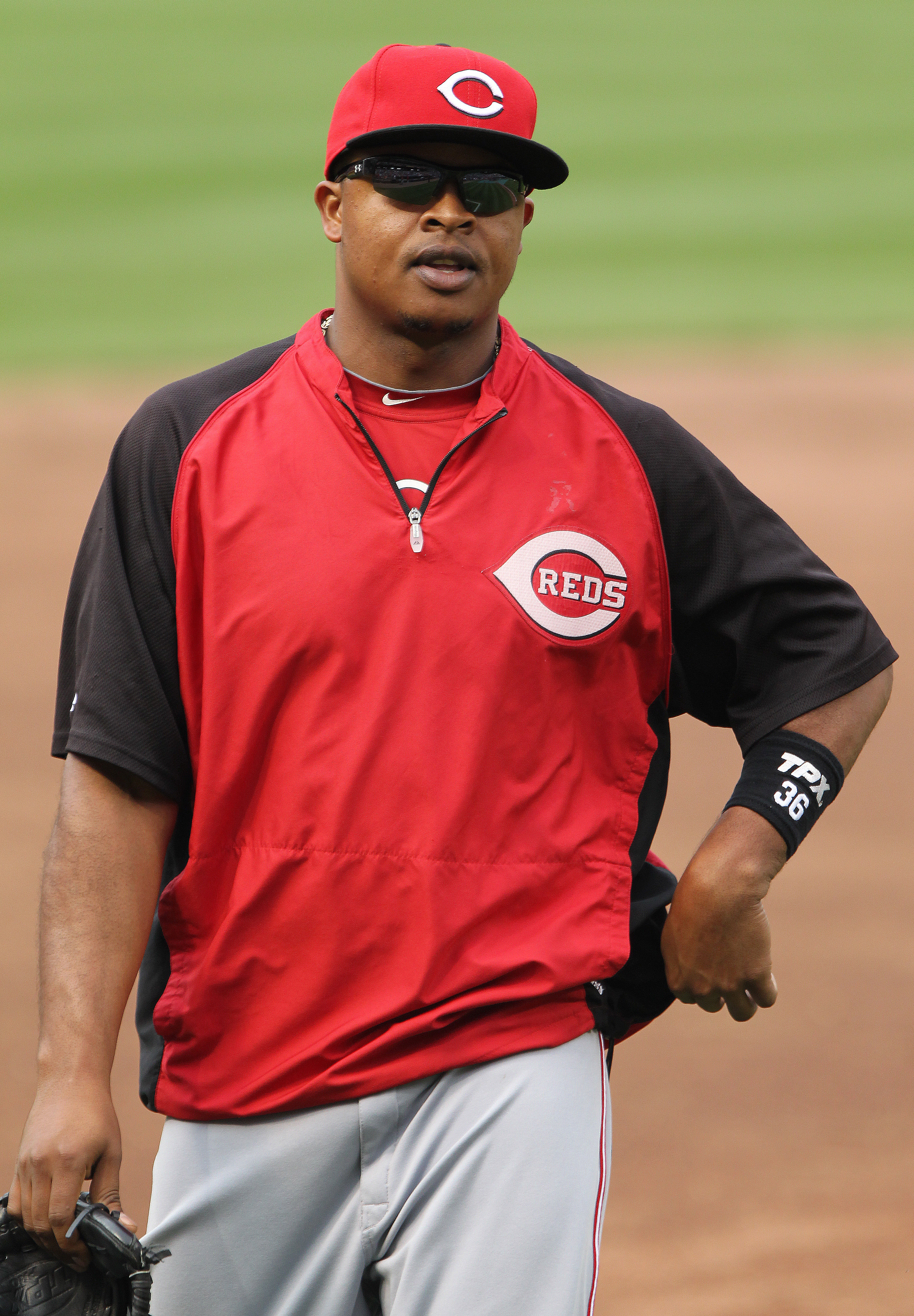
Volquez en 2011 avec les Reds.

Le 21 décembre 2007, les Rangers envoient Volquez et Danny Herrera aux Reds de Cincinnati en échange de Josh Hamilton. Volquez fait ses débuts pour les Reds le 6 avril contre les Phillies de Philadelphie. En 5 manches 1⁄3, il accorde 5 coups sûrs, 1 point mérité et retire 8 frappeurs sur prises pour sa première victoire sous ses nouvelles couleurs. Lors de ses 8 premiers départs de la saison, il n'accorde pas plus d'un point mérité par rencontre et présente un bilan de 6 victoires pour une défaite.
Le 6 juillet, il est sélectionné pour la première fois pour le All-Star Game de la MLB dans l'équipe de la Ligue nationale.
Volquez est suspendu pendant 50 jours à compter du 20 avril 2010 à la suite d'un contrôle antidopage positif. Le baseball majeur, pour des raisons de confidentialité, ne dévoile pas la substance en cause. Volquez ne conteste pas la suspension mais indique dans un communiqué qu'il prend un médicament favorisant la fertilité lui ayant été prescrit par un médecin qu'il a consulté avec son épouse afin d'améliorer les chances du couple d'avoir un enfant. Ce médicament, prescrit aux hommes et interdit par la politique anti-drogue du baseball majeur, n'est pas le même employé par Manny Ramirez, suspendu pour avoir pris un médicament pour la fertilité féminine populaire chez les individus consommant des stéroïdes car censé en diminuer les effets secondaires.
Des observateurs soulignent un aspect particulier de cette nouvelle : Volquez a quitté les terrains le 1er juin 2009 pour subir une opération de type Tommy John. À la suite de cette lourde opération chirurgicale, son retour au jeu est programmé, au mieux, en juillet 2010. Puisqu'il se trouve sur la liste des blessés pour une période prolongée, les 50 matchs de suspension s'écoulent sans aucun effet pour son équipe, puisqu'il n'aurait pas joué de toute façon. Par contre, il ne touche pas de salaire durant cette période.

### Padres de San Diego

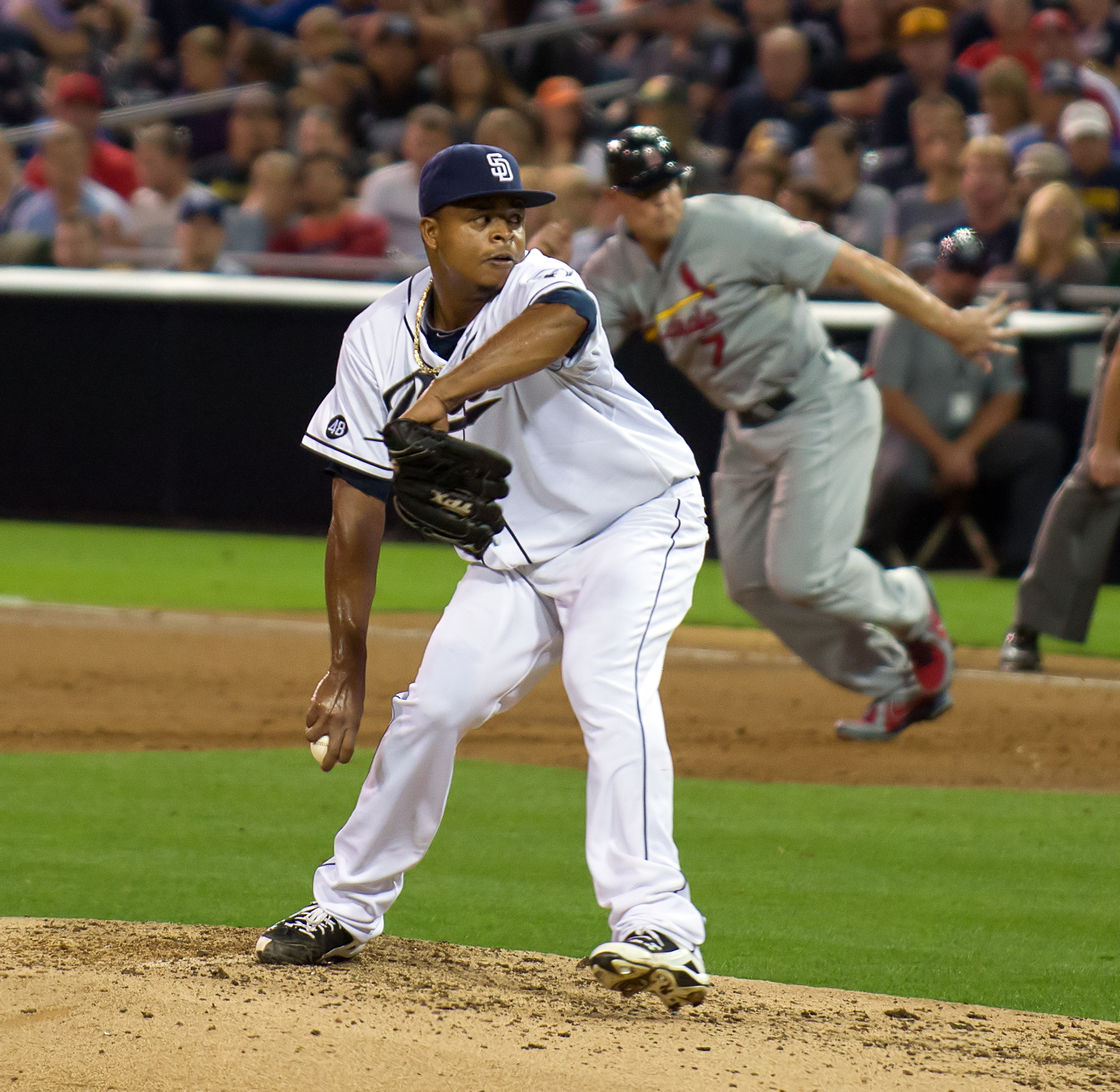
Edinson Volquez en 2012 avec les Padres de San Diego.

Le 17 décembre 2011, les Reds de Cincinnati échangent Edinson Volquez, le joueur de champ intérieur Yonder Alonso, le lanceur droitier des ligues mineures Brad Boxberger et le receveur des mineures Yasmani Grandal aux Padres de San Diego en retour du lanceur droitier Mat Latos.
Le 19 juillet 2012, dans une victoire de 1-0 sur les Astros de Houston à San Diego, Volquez lance un match complet d'un seul coup sûr, n'accordant qu'un simple à l'avant-champ à Matt Downs en quatrième manche.
Il remporte 11 victoires contre autant de défaites en 32 départs à sa première année à San Diego. Sa moyenne de points mérités se chiffre à 4,14 en 182 manches et deux tiers lancées. Il mène les lanceurs de son équipe avec 174 retraits sur des prises. Il accorde cependant 105 buts-sur-balles, le plus haut total des majeures en 2012 à égalité avec Ricky Romero des Blue Jays de Toronto.
Il est le lanceur partant des Padres lors de leurs matchs d'ouverture des saisons 2012 et 2013.
Il connaît une très difficile saison 2013 chez les Padres. Après 27 départs, sa moyenne de points mérités se chiffre à 6,01 en 142 manches et un tiers lancées. Le club le libère le 27 août 2013 après avoir été soumis au ballottage sans être réclamé.

### Dodgers de Los Angeles
Volquez termine 2013 chez les Dodgers de Los Angeles, qui le mettent sous contrat afin de l'utiliser comme lanceur de relève après qu'il eut été libéré par San Diego. Volquez ne joue qu'un match comme releveur pour les Dodgers, mais obtient 5 départs. Sa moyenne se chiffre à 4,18 points mérités accordés par partie en 28 manches au monticule mais il encaisse deux défaites pour terminer sa saison 2013 avec une fiche de 9-12 et une moyenne de 5,71 en 170 manches et un tiers lancées au total pour les Padres et les Dodgers. Il est ajouté à l'effectif des Dodgers en prévision de la Série de championnat de la Ligue nationale face aux Cardinals de Saint-Louis mais n'est finalement pas utilisé dans les séries éliminatoires.

### Pirates de Pittsburgh
Devenu agent libre, Edinson Volquez signe le 13 décembre 2013 un contrat d'une saison avec les Pirates de Pittsburgh.
Candidat au titre du joueur ayant effectué le meilleur retour de l'année parmi les athlètes de la Ligue nationale aux côtés de Tim Hudson de San Francisco et l'éventuel lauréat Casey McGehee de Miami, Volquez remet en 2014 sa meilleure moyenne de points mérités en carrière : 3,04 en 192 manches et deux tiers lancées. C'est aussi son deuxième plus haut total de manches lancées après sa saison 2008 à Cincinnati. En 32 matchs, dont 31 comme lanceur partant, Volquez remporte 13 victoires contre 7 défaites. Ses 140 retraits sur des prises sont loin de ses totaux d'antan, mais ses 3,3 buts-sur-balles accordés  par 9 manches lancées représentent sa plus basse moyenne en carrière. Il est par contre premier de la Ligue nationale avec 15 mauvais lancers.
Après avoir aidé les Pirates à atteindre les séries éliminatoires pour une deuxième saison consécutive, Volquez est le choix controversé, de lanceur partant du club pour le match de meilleur deuxième, un match sans retour joué à Pittsburgh le 1er octobre contre les Giants de San Francisco. La manière dont le gérant des Pirates Clint Hurdle aligne sa rotation fait en sorte que Pittsburgh est privé de son lanceur numéro un, Gerrit Cole, et doit opposer Volquez à l'as des Giants et éventuel héros des éliminatoires, Madison Bumgarner. Volquez accorde 5 points et 3 buts-sur-balles en 5 manches et est le lanceur perdant dans la défaite de 8-0 qui met fin à la saison 2014 des Pirates.

### Royals de Kansas City
Agent libre après une saison à Pittsburgh, Volquez signe le 29 décembre 2014 un contrat de 20 millions de dollars pour deux saisons chez les Royals de Kansas City.
Le 25 avril 2015, il est suspendu 5 matchs à la suite d'une bagarre survenue lors d'un match le 23 avril contre les White Sox de Chicago.
Membre de l'équipe des Royals championne de la Série mondiale 2015, Volquez effectue cinq départs durant les éliminatoires qui mènent à ce titre. Sa moyenne de points mérités s'élève à 3,77 en 28 manches et deux tiers lancées au total. Dans un match serré où il cède en 5e et 6e manches, il reçoit la défaite à se seule sortie contre les Astros de Houston en Série de divisions avant de commencer deux matchs de Série de championnat face aux Blue Jays de Toronto. En ouverture de cette finale de la Ligue américaine, Volquez blanchit les Jays en 6 manches, n'accordant que deux coups sûrs, pour sa première victoire en carrière en éliminatoires, alors qu'il affichait jusque-là une moyenne de points mérités de 8,76 en 3 matchs d'après-saison. Cependant, dans le 5e match de la série, il est incapable d'aider les Royals à asséner le coup de grâce à leurs adversaires et est le lanceur perdant après avoir donné 5 points mérités en 5 manches. Enfin, en Série mondiale, Volquez ne reçoit pas de décision mais offre deux performances de 6 manches dans les premier et dernier match de la finale face aux Mets de New York.

### Marlins de Miami
Le 3 juin 2017 au Marlins Park de Miami, Volquez lance un match sans point ni coup sûr dans lequel il retire 10 frappeurs adverses sur des prises dans la victoire de 3-0 des Marlins sur les Diamondbacks de l'Arizona.

## Statistiques
| Saison | Équipe     | G  | GS | CG | SHO | V  | D  | SV | IP    | SO  | ERA   |
| ------ | ---------- | -- | -- | -- | --- | -- | -- | -- | ----- | --- | ----- |
| 2005   | Texas      | 6  | 3  | 0  | 0   | 0  | 4  | 0  | 12.2  | 11  | 14,21 |
| 2006   | Texas      | 8  | 8  | 0  | 0   | 1  | 6  | 0  | 33.1  | 15  | 7,29  |
| 2007   | Texas      | 6  | 6  | 0  | 0   | 2  | 1  | 0  | 34.0  | 29  | 4,50  |
| 2008   | Cincinnati | 33 | 32 | 0  | 0   | 17 | 6  | 0  | 196.0 | 206 | 3,21  |
| 2009   | Cincinnati | 9  | 9  | 0  | 0   | 4  | 2  | 0  | 49.2  | 47  | 4,35  |
| 2010   | Cincinnati | 12 | 12 | 0  | 0   | 4  | 3  | 0  | 62.2  | 67  | 4,31  |
| Totaux | Totaux     | 74 | 70 | 0  | 0   | 28 | 22 | 0  | 388.1 | 375 | 4,36  |

| Saison | Équipe     | G | GS | CG | SHO | V | D | SV | IP  | SO | ERA   |
| ------ | ---------- | - | -- | -- | --- | - | - | -- | --- | -- | ----- |
| 2010   | Cincinnati | 1 | 1  | 0  | 0   | 0 | 1 | 0  | 1.2 | 0  | 21,60 |
| Totaux | Totaux     | 1 | 1  | 0  | 0   | 0 | 1 | 0  | 1.2 | 0  | 21,60 |

Note : G = Matches joués ; GS = Matches comme lanceur partant ; CG = Matches complets ; SHO = Blanchissages ; 
V = Victoires ; D = Défaites ; SV = Sauvetages ; IP = Manches lancées ; SO = Retraits sur des prises ; ERA = Moyenne de points mérités.